# Tre Deckare löser Sjungande ormens gåta
Alfred Hitchcock och Tre Deckare löser Sjungande ormens gåta (originaltitel Alfred Hitchcock and the Three Investigators in The Mystery of the singing serpent) är den sjuttonde delen i den fristående Tre deckare-serien. Boken är skriven av M.V. Carey 1972 och utgiven på svenska 1974 av B. Wahlströms bokförlag med översättning av Kurt G Möller.